# I wszystko się może zdarzyć
I wszystko się może zdarzyć – piąty singel polskiej piosenkarki popowej Anity Lipnickiej z albumu Wszystko się może zdarzyć.
Autorem tekstu jest Anita Lipnicka, a kompozytorami są Mark Tschanz, Richard Drummie i Gov Hutchinson. Piosenka zajmowała 1. miejsce na listach przebojów: Programu Trzeciego, Szczecińskiej Listy Przebojów i Wietrznego Radia. Utwór znajduje się również na ścieżce dźwiękowej serialu pt. Teraz albo nigdy!.

## Twórcy
- Wokal: Anita Lipnicka
- Tekst i słowa: Anita Lipnicka
- Kompozytor: Mark Tschanz, Richard Drummie, Gov Hutchinson